# Parabraunerde

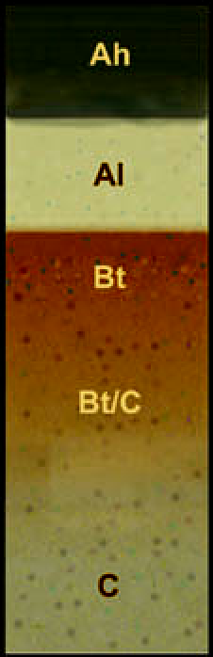
Bodenprofil einer mitteleuropäischen Parabraunerde aus Löss mit der typischen Horizontfolge Ah/Al/Bt/(Bt-C/)C (Zeichnung Gerd Hintermaier-Erhard, 2002)

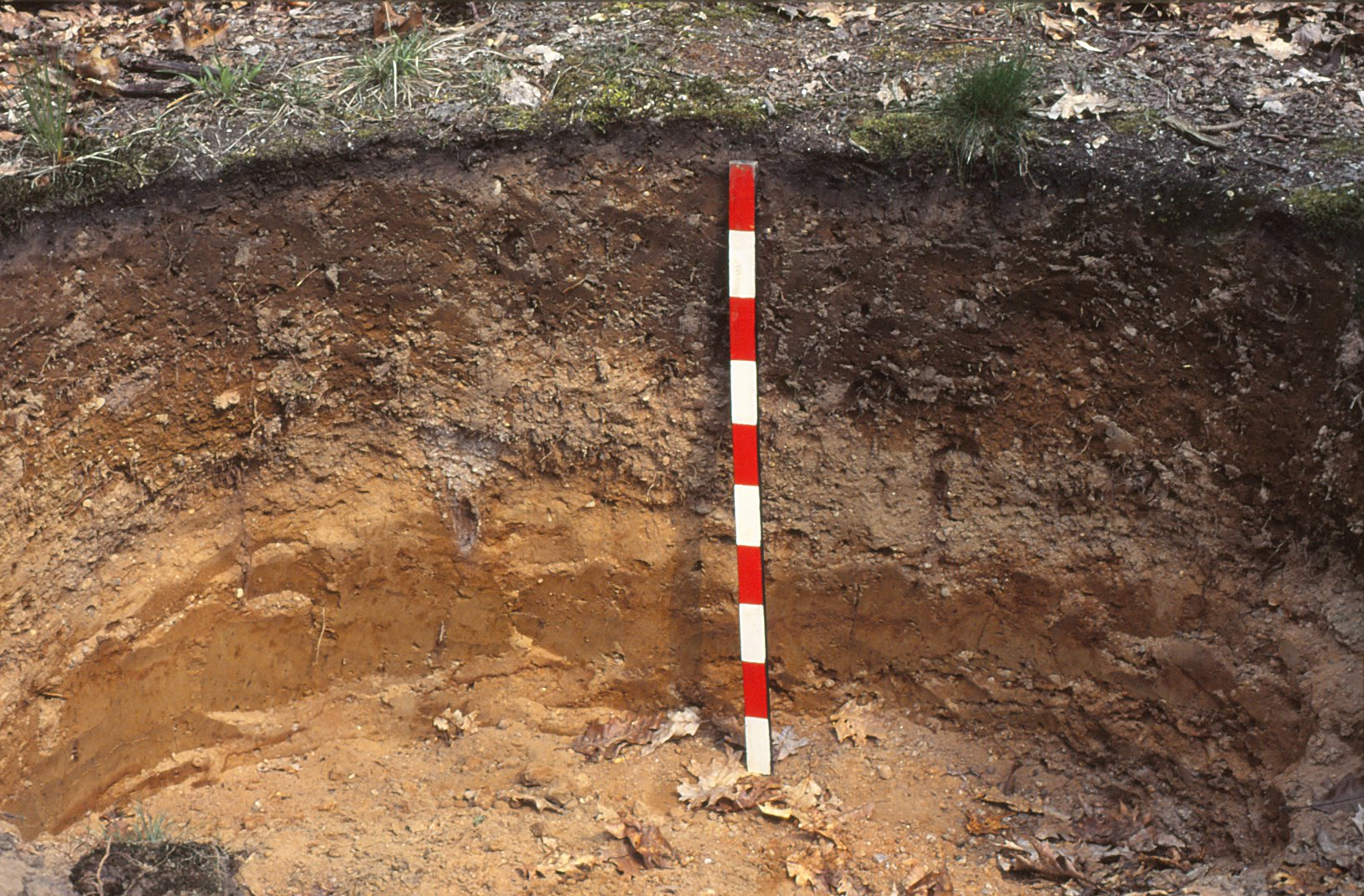
Parabraunerde (Ah/Al-Bv/Btv/C) auf Mergeln der Niederterrasse bei Rastatt

Als Parabraunerde (ein Lessivé) bezeichnet man einen Boden, bei dem Partikel der Korngrößenfraktion Ton vom Oberboden in den Unterboden verlagert worden sind. Die Parabraunerde ist ein weit verbreiteter Bodentyp im gemäßigt-humiden Klima aus primär kalkhaltigem Lockergestein.
Typprägender Prozess ist die Tonverlagerung, auch als Tondurchschlämmung bezeichnet. Die Bestandteile der Tonfraktion (< 2 µm Äquivalentdurchmesser), vor allem Tonminerale und Eisenoxide, werden entlang von Makroporen mit dem Sickerwasser in den Unterboden verlagert. Voraussetzung für die Verlagerung der Tonfraktion ist die Dispergierung der Tonteilchen. Da das Auftreten von mehrwertigen Kationen (Ca, Mg, Al) in der Bodenlösung zu einer Flockung der Tonminerale führt, ist die Tonverlagerung in der Regel nur in mäßig versauerten Böden nach vorangegangener Entkalkung und vor Einsetzen der Silikatverwitterung im pH-Bereich zwischen pH 7-5,5 möglich. Die Tonanreicherung erfolgt im noch carbonathaltigen Unterboden. Ausnahmen sind Böden mit hoher Natriumsättigung, wie die salzwasserbeeinflussten Marschenböden und Salzanreicherungsböden in ariden Klimazonen, bei denen unter dem Einfluss der einwertigen Natrium-Ionen auch bei höheren pH-Werten Dispergierung und in der Folge eine Tonverlagerung stattfinden kann.

## Bodengüte und Nutzung
Die Eigenschaften und die daraus folgenden Nutzungsmöglichkeiten der Parabraunerde sind je nach Ausgangsgestein und Verwitterungsgrad sehr unterschiedlich. Sie ist ein sandig bis lehmiger, mäßig nährstoffreicher, tiefgründiger und sehr gut durchwurzelbarer Boden. Das Ausgangsgestein der Bodenbildung besteht oftmals aus primär kalkhaltigem Lockergestein, zum Beispiel Löss. Die Versorgung mit pflanzenverfügbarem Wasser und der Gehalt an Nährstoffen in Löss-Parabraunerden ist meist vergleichsweise gut, sie werden überwiegend ackerbaulich genutzt. Aus sandigem Substrat bilden sich Bänderparabraunerden, in denen die Tonpartikel in meist mehreren, mehrere Zentimeter mächtigen Bändern im Unterboden akkumulieren; sie wurden früher als Bänderbraunerden bezeichnet.
Parabraunerden unter Wäldern sind meist stark versauert. Auf sandigem Substrat ist die Bodengüte niedriger, da es wegen einer geringeren Wasserspeicherkapazität häufiger zum Austrocknen des Bodens kommt. Außerdem muss der Boden bei landwirtschaftlicher Nutzung aufgrund seines geringen Nährstoffgehalts gedüngt werden, um gute Erträge zu erzielen. Auf Löss, Sandlöss und Geschiebemergel dagegen besitzt Parabraunerde eine sehr hohe Bodengüte.

## Bodenhorizonte
Bodenhorizonte einer Parabraunerde sind:
- Ah – humoser Oberboden
- Al – an Tonmineralen verarmt (lessiviert); zusätzlich auch etwas an Eisenoxiden und organischen Stoffen verarmt, die als Komplexe mit den Tonmineralen mitwandern, und dadurch aufgehellt → Eluvialhorizont
- Bt – mit Tonmineralen angereichert (dicht, im Extremfall zur Staunässe neigend) → Illuvialhorizont
- ggf. Bv – bei fortgeschrittener Versauerung möglich: Verbraunungs-/Verlehmungshorizont (Silikatverwitterung)
- C – Ausgangsgestein

Merkmale: Der gesamte A-Horizont ist schluffig, nach unten hin schwächer humos. Im Bt-Horizont ist der Boden tonangereichert und im Bv-Horizont schließlich lehmig. Der C-Horizont ist kalkhaltig und besteht aus quarz- und silikatreichen Sedimenten wie Löss, Geschiebemergel oder Glazialschotter.

## Systematik
In der deutschen Bodensystematik gehören Parabraunerden (Abk. LL) zusammen mit den Fahlerden zur Klasse der Lessivés (L) innerhalb der Abteilung Terrestrische Böden (Landböden).
In der internationalen Bodenklassifikation World Reference Base for Soil Resources (WRB) werden sie je nach Kationenaustauschkapazität und Basensättigung bei den Luvisols, Alisols, Acrisols oder – in Mitteleuropa sehr selten – Lixisols eingeordnet. Humusreiche Parabraunerden gehören zu den Phaeozems oder Umbrisols.
Im US-amerikanischen Bodenklassifikationssystem Soil Taxonomy werden sie zu den Alfisols gezählt, z. B. Udalfs.